# 4050 Mebailey
4050 Mebailey је астероид главног астероидног појаса са средњом удаљеношћу од Сунца која износи 3,181 астрономских јединица (АЈ).
Апсолутна магнитуда астероида је 12,4.